# ميخائيل ريان (لاعب هوكي الجليد)
ميخائيل ريان (بالإنجليزية: Michael Ryan)‏ هو لاعب هوكي الجليد أمريكي، ولد في 16 مايو 1980 في بوسطن في الولايات المتحدة.

## وصلات خارجية
- ميخائيل ريان على موقع دوري الهوكي الوطني (الإنجليزية)
- ميخائيل ريان على موقع EliteProspects.com (الإنجليزية)
- ميخائيل ريان على موقع HockeyDB.com (الإنجليزية)
- ميخائيل ريان على موقع Hockey-Reference.com (الإنجليزية)